# Decidim Igualada-Entesa
Decidim Igualada-Entesa (abreujat Di-E) fou una coalició formada per Iniciativa per Catalunya Verds, Esquerra Unida i Alternativa, Pirates de Catalunya, Procés Constituent a Catalunya i Podem. Aquesta coalició es va presentar a les eleccions municipals espanyoles de 2015 a Igualada.
Emmarcada en l'esquerra, era de caràcter progressista i municipalista. Es consideraven un col·lectiu sorgit de la diversitat ideològica però amb uns objectius comuns. Entre aquests destacaven la participació ciutadana, la transparència i millorar la vida de les persones. Pel que fa als seus principis ètics i polítics, es comprometien, entre d'altres, a ser una candidatura transparent, a renunciar a crèdits bancaris i donacions particulars, a limitar el seu mandat a dues legislatures, a no duplicar càrrecs institucionals i a tenir un sou màxim de dues vegades el sou més baix de l'Ajuntament.
La llista la va encapçalar Dario Castañé, de Pirates de Catalunya. Anteriorment, ja havia estat candidat d'aquest partit a les eleccions al Parlament Europeu de 2014 i candidat al Senat per Barcelona a les eleccions generals espanyoles de 2011, i en les eleccions municipals de 2023 va tancar la llista de Catalunya en Comú-Podem.
La llista va aconseguir un total de 1.053 vots, que es tradueix en un regidor, i no va repetir en les eleccions municipals espanyoles de 2019, en les que PSC, Comuns i Igualada Oberta es van unir en la candidatura Igualada Som-hi.